# گلجان ارسلان
گلجان ارسلان (انگلیسی: Gülcan Arslan؛ زادهٔ ۱ مهٔ ۱۹۸۶) بازیگر اهل ترکیه است. وی از سال ۲۰۰۴ میلادی تاکنون مشغول فعالیت بوده‌است.
از فیلم‌ها یا برنامه‌های تلویزیونی که وی در آن نقش داشته‌است می‌توان به ماهپیکر اشاره کرد.